# مری رند
مری رند (انگلیسی: Mary Rand؛ زادهٔ ۱۰ فوریهٔ ۱۹۴۰) دونده و پرشگر طول اهل بریتانیا است.